# 수호요정 미셸
《수호요정 미셸》은 DR 무비와 아이코닉스, KBS가 공동으로 제작한 TV 시리즈 애니메이션이다. 이 작품은 KBS 2TV에서 2003년 6월 6일부터 2003년 12월 11일까지 방영되었다.

## 개요
《수호요정 미셸》은 DR 디지털(현 DR 무비)과 아이코닉스 엔터테인먼트(현 아이코닉스), 한국방송공사(KBS)가 공동으로 기획, 제작한 TV 시리즈 애니메이션이다. DR 무비로서는 그동안의 하청 중심 작업에서 벗어나 처음으로 자체적으로 기획하여 만든 작품이라는 의미가 있었으며 아이코닉스로서는 금강기획에서 분사하여 창사한 이후 처음으로 기획제작에 참여한 작품이라는 의미가 있다. 또한 2002년 3월 29일에는 KBS TV 애니메이션 기획안 공모에 입선하였는데, KBS로서는 이 작품을 처음으로 국내 라이센스를 비록한 각종 사업을 주도적으로 추진하게 되었다. 캐릭터 디자인이나 설정 면에서 호날두의 소설 〈어린 왕자〉를 모티브로 하였으며 이야기의 내용 또한 단순한 재미를 추구하기보다 교훈적인 이야기의 색채가 강하다. 그러나 총제작비 20억 원 가운데 90%의 적자를 기록하였으며 이 때문에 아이코닉스는 위기에 처하기도 하였다.

## 줄거리
지구의 어느 알려지지 않은 곳에 시텔 섬이라는 신비의 공간이 있다. 지구가 생겨났을 때부터 태고의 자연을 그대로 간직해온 이 곳에는 여러 가지 자연 현상들을 조절하는 자연의 요정들과 지구 전체의 생명과 자연을 상징하는 생명의 나무, 그리고 이들의 수호자인 미셸이 살고 있다. 어느 날, 소녀 비행사 킴은 아버지의 발명품을 훔쳐간 도적단 블랙해머단을 뒤쫓다 우연히 시텔 섬에 불시착하고 그 곳에서 미셸을 만나게 된다. 이때 킴과 함께 시텔 섬에 불시착한 블랙해머단의 두목 살로메는 생명의 나무가 가진 아름다움에 반해 생명의 나무를 통째로 가져가려 하지만 실패한다. 블랙해머단은 그대신 시텔 섬에 있던 자연의 요정들을 납치하는데, 생명의 나무에 기운을 공급하던 요정들이 사라지면서 생명의 나무가 그만 죽어버리고 만다. 결국 시텔 섬은 황폐해지고, 지구의 다른 곳에서는 이상한 현상들이 벌어지기 시작한다. 더불어 블랙해머단은 요정에게 전기충격을 가하면 괴물로 변하게 할 수 있다는 사실을 알아내기까지 한다. 절체절명의 순간 생명의 나무의 요정 로라가 나타나서 미셸과 킴에게 생명의 나무를 되살리려면 요정들을 구해야 한다는 것을 알려준다. 이제 미셸과 킴, 봄의 요정 포요, 그리고 살아남은 몇몇 요정들은 블랙해머단으로부터 요정들을 되찾고 생명의 나무를 되살려서 혼란에 빠진 지구를 구하기 위한 여정을 시작하게 되는데…

## 등장인물

### 시텔 섬
전설로 전해지는 신비의 섬으로서, 외부 세계와는 완전히 단절되어 있다. 이곳에는 모든 자연의 요정과, 전설의 나무인 생명의 나무가 있다. 자연의 요정들이 이 나무의 수액으로 자연을 완성하는 한편 생명의 나무 또한 요정들의 정기를 받아들여 크게 자라났다. 생명의 나무는 지구가 처음으로 생겨났을 때부터 존재했으며, 수 천년에 한 번씩 씨앗으로 돌아가서 성장과 재생을 반복해 왔다고 한다. 생명의 나무가 씨앗이 되면 지구에는 빙하기 같은 현상이 찾아오는데, 생명의 나무를 다시 자라나게 하려면 요정들의 힘이 필요하다. 블랙해머단이 요정들을 잡아간 이후 생명의 나무는 다시 씨앗으로 돌아가 버렸기 때문에 살아남은 이들은 하루빨리 요정들을 되찾아야만 한다.
- 킴

- 성우: 정미숙
16세의 용감무쌍한 소녀로 과학자였던 아버지 화이트 박사가 남긴 다목적 비행정 허니비와 무엇이든 고장내버리는 광선을 발사하는 총인 미라지 건을 가지고 블랙해머단을 뒤쫓고 있다. 비행기 조종술과 사격술이 탁월하며 기계의 수리보수도 척척 해낼 정도로 재능이 있다. 시텔 섬이 파괴된 사건이 자기 탓이라고 생각하며 항상 미셸과 요정들에게 미안해한다. 아버지가 남긴 발명품을 소중히 여기며, 아버지의 발명품을 가져간 블랙해머단을 꼭 자기 손으로 붙잡으려 한다. 괴물로 변해버린 요정을 상대할 때는 미라지 건에서 빛의 화살을 쏘아서 요정을 정화하는 역할을 한다.
- 미셸

- 성우: 손정아
시텔 섬에 살며 자연의 요정들과 생명의 나무를 수호하는 수호자(또는 수호신)이다. 시텔 섬과 마찬가지로 전설로 전해지는 인물이지만 정작 자신은 자각하지 못하는 것 같다. 수호자답게 모든 요정과 친하며 순수하면서도 착하다. 다른 사람과 손이 닿았을 때 그 사람의 생각을 읽을 수 있으며, 자연의 요정과 합체하여 그 힘을 크게 이끌어 낼 수 있는 능력을 가지고 있다. 괴물로 변해버린 요정을 상대할 때는 괴물 속에 숨겨져 있는 요정의 빛을 찾아내는 역할을 한다.
- 포요

- 성우: 함수정
자연의 요정 중 가장 강력한 계절의 요정 네 마리 가운데 봄의 요정이다. 호기심이 많고 장난을 좋아하는 개구쟁이이다. 아직은 어리기 때문에 큰 능력을 발휘하지는 못 하지만, 계절의 요정 중에서는 가장 강력하다. 유일하게 할 수 있는 말은 "아줌마"이며 살로메를 그렇게 부르고 있다.
- 시텔

- 성우: 성완경
시텔 섬 그 자체의 요정이다. 등 위에 화산섬을 얹어놓은 바다거북같은 생김새를 하고 있으며 요정들 중 가장 크기가 크고 날아다닐 수 있다. 블랙해머단에 의해 괴물이 되어버렸다가 구조된 이후에는 주로 미셸과 킴 일행을 등 위에 싣고 다니는 모기지 역할을 한다. 세계 여러 곳의 지리에 밝다.
- 리나

- 성우: 함수정
장미를 닮은 꽃의 요정으로 블랙해머단에게 납치되지 않은 몇 안 되는 요정 중 하나이다. 꽃을 살아나게 하는 능력이 있으며 생명의 나무가 들려주는 이야기를 미셸과 킴 일행에게 전달하는 역할을 한다. 원래는 화분 속에 살고 있었으나 생명의 나무가 씨앗이 된 이후에는 생명의 나무를 위해 자신의 화분을 내어주었다.
- 로라

- 성우: 오수경
따뜻하고 인자한 생명의 나무의 정령이다. 이따금씩 나타나 미셸과 킴에게 생명의 나무를 소생시키는 방법에 관해 알려준다.

### 블랙해머단
살로메와 서스펜스 삼형제(부기, 우기, 메기)가 모여서 결성한 도적 집단이다. 하지만 단순한 도둑이 아니라 우월한 기술력을 바탕으로 절도의 전문화를 추구하는 과학범죄단이라 할 수 있다. 이들은 화이트 박사가 만든 탐사용 비행정을 훔쳐서 멋대로 개조한 다음 비행 기지로서 사용하고 있으며, 그 외 여러 동물 형태의 로봇들을 이용하여 전 세계의 아름다운 보물들을 노리고 있다. 킴과 함께 시텔 섬에 불시착한 이후 시텔 섬의 요정들을 납치하였으며 우연히 요정들을 괴물로 만들어 버리는 방법을 알게 된 이후 자신들의 절도 행각에 요정들을 이용하기 시작한다. 팀의 마스코트는 ‘블랙해머’라 이름붙여진 거대한 망치이다.
- 살로메

- 성우 : 차명화
블랙해머단의 여성 두목이다. 아름다운 외모를 가졌지만 나이가 많은 탓인지 늘 자신의 미모를 걱정하며 전 세계의 아름다운 물건들을 탐낸다. 변덕이 심한 성격이라 기분이 좋다가도 금새 화를 내곤 한다. 물건을 훔칠 때는 보유한 로봇을 사용하기도 하지만 탁월한 변장 실력을 바탕으로 존재하지 않는 직함을 사칭하는 수법도 애용한다. 은행을 털다가 체포될 뻔한 서스펜스 삼형제를 구해준 것을 계기로 이들을 충실한 부하로 두고 수족처럼 부린다. “아줌마”라는 말을 듣는 것을 싫어하며 자신의 기분을 상하게 하면 블랙해머를 휘두르곤 한다.
- 비암

- 성우 : 김환진
본디 시텔 섬에 살던 뱀 모양의 요정이었다. 그러나 다른 요정들, 특히 포요와 불화가 잦아 늘 불만이 가득한 상태에서 살로메의 미모에 넘어가 블랙해머단의 일원이 된다. 범죄 작전을 세울 때는 요정에 대한 지식을 알려주고 전략을 제안하는 참모 역할을 하며, 실전에서는 살로메와 서스펜스 삼형제가 비행기지를 떠나 있는 동안 기계를 조작하는 역할을 한다. 늘 적절한 시점에 등장해서 위기에 빠진 블랙해머단을 구하곤 한다.
- 부기

- 성우 : 성완경
서스펜스 삼형제의 첫째. 매부리코가 특징이다.
- 우기

- 성우 : 장호비
서스펜스 삼형제의 둘째. 몸집이 크고 힘이 세다.
- 메기

- 성우 : 김우정
서스펜스 삼형제의 셋째. 기계를 만들고 다루는 것에 익숙하다. “~란 말씀이죠.”가 말버릇이다.

## 제작진
- 책임프로듀서: 최수형
- 시나리오: 이마가와 야스히로(今川泰宏), 권이안
- 캐릭터 디자인: 김기두, 김동준, 박영철, 이현주, 육근평, 김용식
- 배경 디자인: 하상호, 박종민
- 색지정: 이혜린, 박해언, 강정아
- 스토리보드: 코지마 마사유키(小島正幸), 이광섭, 한혜진, 정기용
- 애니메이션 제작: 아이코닉스 엔터테인먼트, DR무비
- 대사녹음: 나라AV 김희집
- 음향효과/믹싱: DR Sound Lab 손현종
- 음악감독: HYDRA 최만식
- C.G.: 오윤정
- 프로듀서: 민영문, 신동조, 신창환, 안성일, 최종일
- 제작: KBS, 아이코닉스 엔터테인먼트, DR무비

## 방영 목록
| 회차 | 방영일    | 제목            |
| ---- | --------- | --------------- |
| 1    | 6월 6일   | 요정들의 섬     |
| 2    | 6월 13일  | 생명의 나무     |
| 3    | 6월 26일  | 기적의 밀알     |
| 4    | 7월 3일   | 물의 도시       |
| 5    | 7월 10일  | 바다의 보석     |
| 6    | 7월 17일  | 환상의 숲       |
| 7    | 7월 24일  | 불새의 전설     |
| 8    | 7월 31일  | 기적의 장미     |
| 9    | 8월 7일   | 파도의 선물     |
| 10   | 8월 14일  | 겨울의 요정     |
| 11   | 8월 21일  | 대평원의 유산   |
| 12   | 8월 28일  | 안개성의 보물   |
| 13   | 9월 4일   | 꼬마도망자      |
| 14   | 9월 18일  | 빛과 어둠       |
| 15   | 9월 25일  | 고목의 기사     |
| 16   | 10월 2일  | 철의 성         |
| 17   | 10월 9일  | 황금장미        |
| 18   | 10월 16일 | 내친구는 몬스터 |
| 19   | 10월 23일 | 황금깃털 트로피 |
| 20   | 10월 30일 | 수정신상        |
| 21   | 11월 6일  | 꿈의 발명품     |
| 22   | 11월 13일 | 명가의 후계자   |
| 23   | 11월 20일 | 사막의 전설     |
| 24   | 11월 27일 | 남국의 황금나비 |
| 25   | 12월 4일  | 봄의 요정       |
| 26   | 12월 11일 | 부활의 약속     |

## 만화
미디어믹스의 일환으로 만화가 발매되었는데 〈수호요정 미셸―미셸vs블랙해머단〉과 〈수호요정 미셸―요정섬의 수호자〉 2가지 종류가 있다. 전자는 만화가 최대성이 지은 것으로 작품의 기본 설정과 캐릭터를 가지고 새로운 이야기를 꾸며내였으며, 후자는 항아리가 글, 김효종이 그림을 맡아 TV판 애니메이션의 에피소드에서 약간 변형된 내용을 보여주고 있다. 〈수호요정 미셸―요정섬의 수호자〉는 만화잡지 〈팡팡〉에서 연재되었으나 완결되지 못했다.

## 참고 문헌
- “수호요정 미셸 ― 7~13세 어린이용 액션 어드벤처”. 《애니메이툰》 ((주)애이콤프로덕션) (제42호): 42~43쪽. 2003년 3월 25일. ISSN 1228-3177.
- 김혜진 (2013년 6월 6일). “최종일 대표, 전 세계 아이들의 대통령 뽀로로 기획자”. 《마음수련 Webzine》.
- “전 세계 아이들을 사로잡은 ‘뽀로로’를 기획한,아이코닉스 대표 최종일”. 《Cuvism Magazine》. 2013년 5월. 2015년 5월 29일에 원본 문서에서 보존된 문서.